# Sarah Jane Baker

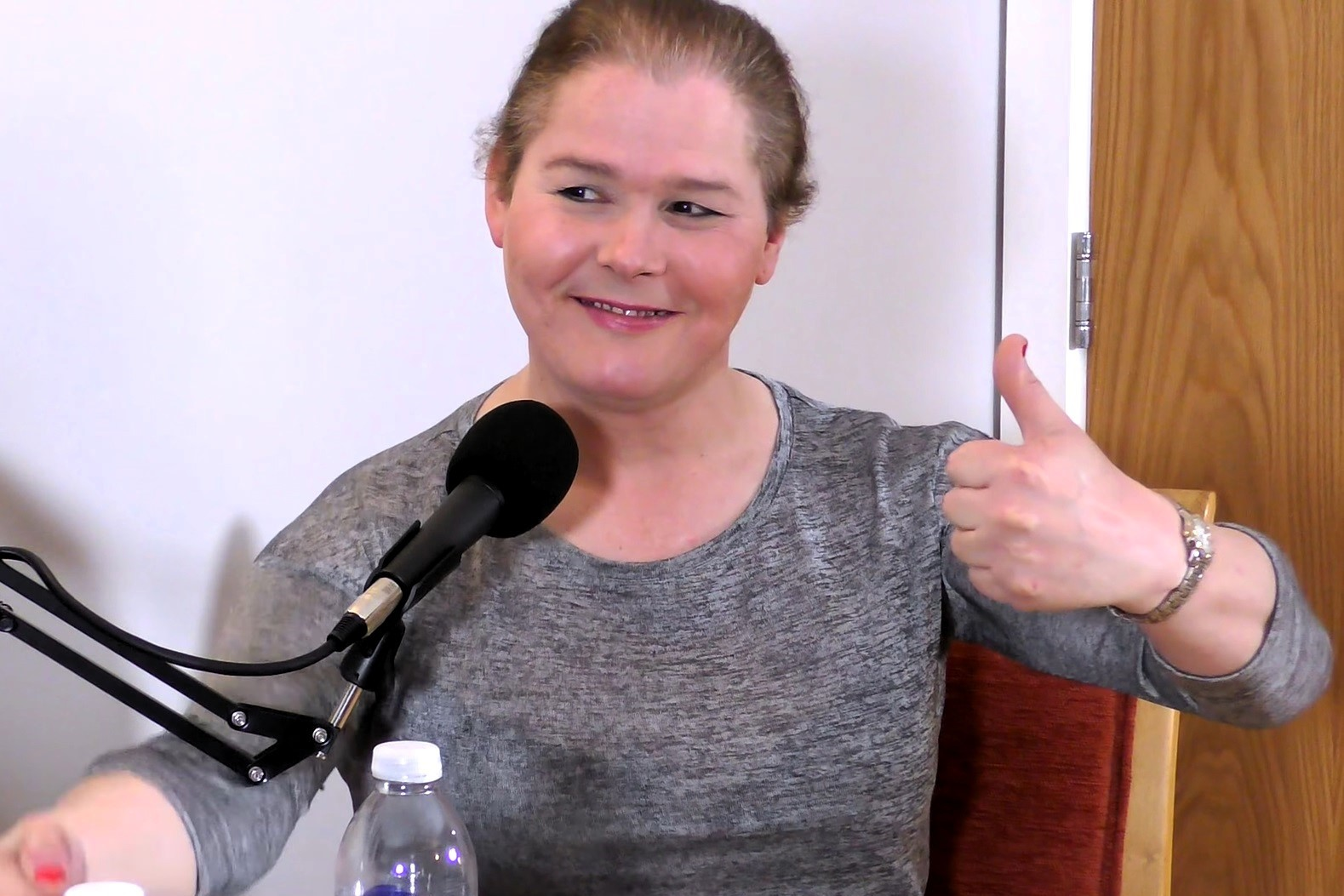
Sarah Jane Baker bij Anything Goes With James English

Sarah Jane Baker, oorspronkelijk Alan Baker (1969), is een Britse transgenderactivist, sekswerker, auteur, drugsdealer, veroordeelde crimineel en kunstenaar. 

## Gevangenisstraf
In maart 1989 ontvoerde Alan Baker, samen met zijn jongere broer George, de negentienjarige Darren Sheridan, de broer van hun stiefmoeder. Het slachtoffer werd meegenomen in een gestolen bestelwagen en bijna 24 uur lang vastgehouden en gefolterd tot de politie hem kon bevrijden. Op hun proces zou de rechter, bij het uitspreken van de straf, later expliciet verwijzen naar de 39 brand- en steekwonden die het slachtoffer opgelopen had ten gevolge van wat hij classificeerde als "een oefening in sadisme en wreedheid". De broers werden veroordeeld tot zeven jaar opsluiting.
In de gevangenis brak Baker, toen 21 jaar, in in de cel van een medegevangene en probeerde deze te vermoorden. Hiervoor werd Baker veroordeeld tot levenslange opsluiting.
Baker ontsnapte in 2007 uit de gevangenis en werd na drie maanden opgepakt tijdens een incident waarbij Baker uitgehaald zou hebben met een samoeraizwaard.
In de gevangenis schreef Baker twee boeken. Ook maakte Baker in de cel borduurwerkjes, waarvan er één werd tentoongesteld in het Brighton Museum als onderdeel van hun Queer the Pier tentoonstelling.

## Transgender
In 2013 uitte Baker zich als transgender. Dit ging gepaard met een naamsverandering en voorbereidingen op een geslachtsaanpassende operatie wat leidde tot protest van de TaxPayers’ Alliance wiens woordvoerder verklaarde dat "dure medische behandelingen op kosten van de NHS gebaseerd moeten zijn op medische noodzaak." In het boek Transgender Behind Prison Walls uit 2017 stelt Baker zelf een "medische procedure" met een scheermesje uitgevoerd te hebben om zo de eigen testikels te verwijderen in de hoop op die manier  regelmatige toegang to oestrogeen en een geslachtsaanpassende operatie te forceren.

## Vrijlating
In 2019 kwam Baker vrij en kondigde in 2021 aan zich, als transgenderactivist, kandidaat te stellen bij de parlementsverkiezingen. Baker zamelde geld in onder andere met het verkopen van NFTs.